# Uczelnia akademicka
Uczelnia akademicka – uczelnia prowadząca działalność naukową i posiadająca co najmniej jedną kategorię naukową A+, A albo B+ w co najmniej jednej dyscyplinie naukowej lub artystycznej.
Uczelnia akademicka prowadzi studia pierwszego stopnia oraz studia drugiego stopnia lub jednolite studia magisterskie. Może prowadzić również kształcenie doktorantów.